# Camilo & Filho Lda.
Camilo & Filho Lda. é uma sitcom portuguesa com Camilo de Oliveira transmitida pela SIC entre 10 de Outubro de 1995 e 3 de Maio de 1996, resultando de 26 episódios.

## Sinopse
Adaptação do original inglês "Steptoe and Son" de Ray Galton e Alan Simpson, esta sitcom conta a história das peripécias entre um pai e um filho.
As principais personagens são o pai Camilo Chumbinho, interpretado por Camilo de Oliveira e o filho Alberto Chumbinho, interpretado por Nuno Melo, e exercem a profissão de sucateiros.
Vivem uma vida simples, numa casa em decadência, encontrando -se em vários episodios com o risco de falência, causado pela falta de lucro da firma e dos gastos excessivos do Camilo.  

## Elenco
Protagonistas
- Camilo de Oliveira (†) ... Camilo Chumbinho
- Nuno Melo (†) ... Alberto Chumbinho

Elenco adicional
- Lourdes Lima (†) ... Aida Chumbinho (episódio 18)
- Alina Vaz
- Alberto Villar ... Vendedor de Camas
- Almeno Gonçalves ... Agente de Patrick Meireles
- Artur Agostinho (†) ... Reformado
- Ana Padrão ... Xana
- Carlos César (†) ... Augusto
- Célia David ... Dália
- Henrique Viana (†) ... Inspetor das finanças
- Joana Figueira ... Carolina
- João Reis ... Patrick Meireles
- Joaquim Monchique ... Encenador
- José Eduardo ... Arruda
- José Raposo... Eduardo
- Manuela Cassola (†) ... Gabriela
- Maria Tavares ... Vidente
- Maria João Abreu ... Amélia Marques
- Paula Marcelo ... Namorada de Alberto
- Rui Mendes ... Vasconcelos
- Cândido Ferreira

(†) - Atores/Atrizes Falecidos(as)

## Ficha Técnica
- Escrito por: Ray Galton, Allan Simpson;
- Figuração Especial: Carlos Andrade, Jorge Canoa, Nelson Pereira, Nuno Barreiro;
- Adaptação: António Avelar de Pinho, Pedro Freitas Branco;
- Arranjos: Ernesto Leite; Chefe de Produção: Elisa Couto Rodrigues;
- Assistente de Realização: António Câmara Manoel;
- Anotadora: Patrícia Cordeiro;
- Administração Contabilidade: Cristina Martins;
- Secretária de Produção: Paula Picado;
- Assistentes de Produção: Pedro Cardona; João Maria Xavier;
- Decorador: Sérgio Costa;
- Assistente de Cena: João Figueira Nogueira, Luísa Perdigoto;
- Assistente Decoração: José Mendes;
- Fotógrafo de Cena: José Alexandre Nobre;
- Cenários: Ana Costa;
- Chefe de Construção: Acácio Moreira;
- Carpinteiros: Alberto Moreira, Ernesto Esteves, Joaquim do Carmo, José Calado;
- Pintura: Eduardo Filipe; Figurinista: Maria Gonzaga;
- Assistente de Figurinista: Adriana Regen;
- Cabeleireiro: Vasco Correia;
- Maquilhadora: Alice Valente;
- Operadores de Câmara: Mário Simões, Manuel Espinho, Paulo Santos, João Duque;
- Operador de Control: Jorge Costa; Videotape: Filipe Pimentel;
- Operador de Som: Pedro Martins; Iluminação: Carlos Cunha;
- Assistente de Iluminação: José Barradas, Pedro Veiga;
- Assistentes de Som: Sérgio Gaspar, Domingos Carvalho;
- Produção: Pedro Correia Martins;
- Realização: Jorge Marecos Duarte.

## Episódios
| #  | Título                          | Transmissão Portugal    |  |
| -- | ------------------------------- | ----------------------- |  |
| 1  | "A Oferta"                      | 10 de Outubro de 1995   |  |
| 2  | "A Cama"                        | 24 de Outubro de 1995   |  |
| 3  | "O Cerco"                       | 31 de Outubro de 1995   |  |
| 4  | "Cenas Eventualmente Chocantes" | 7 de Novembro de 1995   |  |
| 5  | "Separadamente Juntos"          | 14 de Novembro de 1995  |  |
| 6  | "O Banho"                       | 28 de Novembro de 1995  |  |
| 7  | "A Namorada Comum"              | 5 de Dezembro de 1995   |  |
| 8  | "Estrela Por Um Dia"            | 12 de Dezembro de 1995  |  |
| 9  | "O Natal"                       | 19 de Dezembro de 1995  |  |
| 10 | "Escada Acima, Escada Abaixo"   | 26 de Dezembro de 1995  |  |
| 11 | "Sessão de Espiritismo"         | 2 de Janeiro de 1996    |  |
| 12 | "Camilo & Filho... e Filho"     | 23 de Janeiro de 1996   |  |
| 13 | "Tempos Difíceis"               | 2 de Fevereiro de 1996  |  |
| 14 | "Uma Miúda Para Jantar"         | 9 de Fevereiro de 1996  |  |
| 15 | "A Madrasta"                    | 16 de Fevereiro de 1996 |  |
| 16 | "Cartas na Mesa"                | 23 de Fevereiro de 1996 |  |
| 17 | "O Hóspede"                     | 1 de Março de 1996      |  |
| 18 | "Um Funeral Muito Especial"     | 8 de Março de 1996      |  |
| 19 | "Pobre e Milionário"            | 15 de Março de 1996     |  |
| 20 | "O Conto do Vigário"            | 22 de Março de 1996     |  |
| 21 | "Os Sete Magníficos"            | 29 de Março de 1996     |  |
| 22 | "Canalizador, Precisa-se"       | 5 de Abril de 1996      |  |
| 23 | "O Bom Filho à Casa Torna"      | 12 de Abril de 1996     |  |
| 24 | "Fato Velho Moda Nova"          | 19 de Abril de 1996     |  |
| 25 | "70 Feitos Hoje"                | 26 de Abril de 1996     |  |
| 26 | "A Prova de Vida"               | 3 de Maio de 1996       |  |

## Prémios
| Ano  | Prémio         | Categoria                           | Resultado |
| ---- | -------------- | ----------------------------------- | --------- |
| 1996 | Globos de Ouro | Melhor Programa de Ficção e Comédia | Venceu    |